# Enfermedades de los canarios
Enfermedades de los Canarios (Diseases of Canaries) es un libro de 1933 de Robert Stroud, más conocido por su apodo carcelario de "El pajarero de Alcatraz ". Lo escribió mientras cumplía cadena perpetua en la penitenciaría de Leavenworth.
Aunque Stroud solo tenía formación básica, leyó todo lo que pudo sobre pájaros y recibía revistas especializadas y, al estar en aislamiento, disponía de todo el día para estudiar a sus canarios, escribiendo un libro que fue un referente muy importante en ese momento, imprescindible para todos los criadores de canarios Americanos.
Enfermedades de los Canarios es una obra completa que contiene amplia información sobre: Anatomía – Alimentación – Experimentos de alimentación – Insectos y parásitos – La muda – Lesiones – Fiebre séptica – Sepsis – Necrosis – Diarrea – Aspergilosis – Bacteriología – Organismos patógenos – Fármacos.
Este es uno de los dos libros sobre canarios escritos por Robert Stroud. Su otro libro, Stroud's Digest on the Diseases of Birds, tiene el mismo contenido pero con algunas revisiones e información específica actualizada.